# Епендорф
Епендорф (њем. Eppendorf) општина је у њемачкој савезној држави Саксонија. Једно је од 61 општинског средишта округа Средња Саксонија. Према процјени из 2010. у општини је живјело 4.674 становника. Посједује регионалну шифру (AGS) 14522110.

## Географски и демографски подаци
Епендорф се налази у савезној држави Саксонија у округу Средња Саксонија. Општина се налази на надморској висини од 460 метара. Површина општине износи 33,7 km². У самом мјесту је, према процјени из 2010. године, живјело 4.674 становника. Просјечна густина становништва износи 139 становника/km².